# Konelski Hutorî, Jașkiv
Konelski Hutorî (în ucraineană Конельські Хутори) este localitatea de reședință a comunei Konelski Hutorî din raionul Jașkiv, regiunea Cerkasî, Ucraina.

## Demografie
Componența lingvistică a localității Konelski Hutorî
     Ucraineană (98,09%)
     Rusă (1,39%)
     Alte limbi (0,52%)
Conform recensământului din 2001, majoritatea populației localității Konelski Hutorî era vorbitoare de ucraineană (98,09%), existând în minoritate și vorbitori de rusă (1,39%).